# Live Quiz
Live Quiz – Vinci Premi Veri (precedentemente Live Quiz – Vinci Soldi Veri) è stato un videogioco a premi sviluppato da Bending Spoons e pubblicato su App Store e Google Play.

## Modalità di gioco
Il gioco consisteva nel rispondere correttamente a dodici domande di cultura generale (inizialmente erano previste 10 domande, aumentate a 12 dall'11 marzo 2019). Ogni domanda aveva tre possibili risposte, di cui solo una corretta, e bisognava rispondere entro dieci secondi dal momento dell'apparizione della domanda. Era possibile giocare soltanto in diretta agli orari delle partite prestabiliti, contemporaneamente a tutti gli altri giocatori; solitamente le giocate erano alle ore 21 oltre che alle 13,30 dal lunedì al venerdì e alle 14 alla domenica per un totale di 13 partite a settimana.
Da fine luglio 2020 ci sono stati alcuni cambiamenti negli orari delle partite: dal lunedì al venerdì vi erano 2 partite, alle 13,30 e alle 21; la domenica c'era una sola partita alle 21; nessuna partita il sabato.
Al termine della partita, i vincitori che rispondevano correttamente a tutte le domande si suddividevano il montepremi, normalmente del valore di € 200 ma in occasioni speciali raggiungeva anche la cifra di € 1000 (solitamente la domenica sera); nei casi in cui non avesse vinto nessuno il montepremi veniva sommato alla partita successiva. I premi vinti venivano erogati tramite buoni Amazon.
Il 3 maggio 2019 sono stati introdotti i potenziamenti: sono tre aiuti ottenibili nei 10 minuti antecedenti l'inizio di ogni partita, sono poi stati aboliti dal 16 giugno successivo. L'utente deve aprire l'app e premere su un tasto nel momento in cui appare, per pochi secondi, un pop-up relativo a uno dei tre potenziamenti.
Alcune volte, in genere nel gioco serale del mercoledì o della domenica, veniva introdotto uno speciale su un tema annunciato qualche giorno prima.
L'ultima "puntata" di Live Quiz è andata "in onda" alle 21:00 del 22 novembre 2020.